# 通州街玉石市場

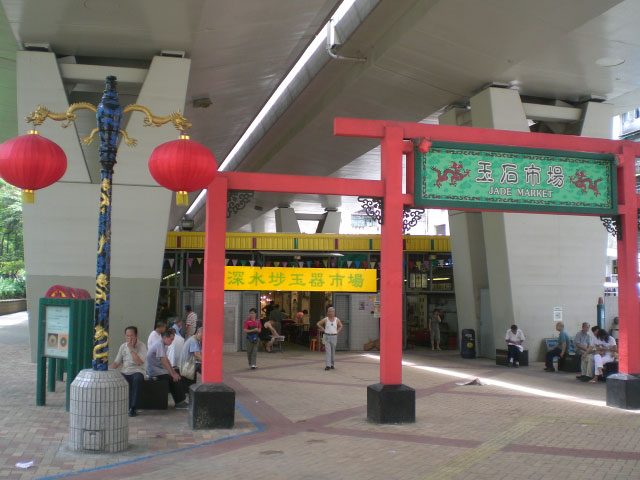
深水埗玉石市場，簡稱玉石市場

通州街玉石市場，又稱深水埗玉石市場，一般簡稱玉石市場，是香港繼甘肅街玉器市場另一玉器和寶石交易的集中地，位於九龍深水埗通州街，夾在南昌街與欽州街之間。

## 歷史
在通州街玉石市場成立之前，約有百多個玉石小販在深水埗鴨寮街一帶以地攤形式營業。為了方便交易，深水埗區議會於2005年在通州街設立玉石市場，安置玉石小販於攤位之內。